# Ogródek Pana Warzywko: Do wzrostu gotowi start
Ogródek Pana Warzywko: Do wzrostu gotowi start (ang. Mr Bloom's Nursery: Get Set, Grow!) – brytyjski serial animowany, w Polsce emitowany jest na kanale CBeebies z licznymi przerwami. Obsada pozostała taka sama jak w oryginalnym serialu Ogródek Pana Warzywko.

## Fabuła
Czarująca seria, która gwarantuje, że dzieci w wieku przedszkolnym pokochają warzywa. Pan Warzywko po raz pierwszy wyrusza w drogę, zachęcając młodzież do aktywności i korzystania z nowych umiejętności ogrodniczych na świeżym powietrzu. Ogrodnik pakuje swój samochód Compo i jedzie przez Anglię, Szkocję i Walię, aby zorganizować festyny dla tysięcy młodych pomocników! Serial Ogródek Pana Warzywko: Do wzrostu gotowi start zachowuje wszystkie elementy z poprzedniej serii, które dzieci i ich opiekunowie uwielbiają - zachwycające improwizowane spotkania między żywymi warzywami i dziećmi oraz historie łączące się w ogrodzie.

## Obsada
- Ben Faulks – Pan Warzywko
- Neil Sterenberg – Kornel Fasolka[1][2]

## Spis odcinków
| N°  | Nieoficjalny polski tytuł                 | Angielski tytuł        | Miejsce pobytu           |
| --- | ----------------------------------------- | ---------------------- | ------------------------ |
| 1.  | Kapusta – gwiazda popu                    | Popstar Cabbage        | West Bromwich            |
| 2.  | Parada własnoręcznie zrobionych kapeluszy | Homemade Hat Parade    | Hartlepool               |
| 3.  | Świetny „Zgniły Maraton”                  | The Great Mashathon    | Kilmarnock               |
| 4.  | Złodziej kanapek                          | The Sandwich Stealer   | Redruth                  |
| 5.  | Problem z pójściem spać                   | Bed Time Trouble       | tereny Wielkiej Brytanii |
| 6.  | Zabawa w dżungli                          | Jungle High Jinks      | West Midlands            |
| 7.  | Parapetówka                               | Housewarming Party     | tereny Wielkiej Brytanii |
| 8.  | Majowe skaleczenie                        | Maypole Mayhem         | Fortingall               |
| 9.  | Latające wesołe miasteczko                | Floating Funfair Fun   | tereny Wielkiej Brytanii |
| 10. | Próby bycia gąsienicą                     | The Caterpillar Trials | tereny Wielkiej Brytanii |
| 11. | Warzywa–piraci                            | Pirate Veggies         | tereny Wielkiej Brytanii |
| 12. | Tron Fruzi                                | Joan's Throne          | Szkocja                  |
| 13. | Zwariowane safari balonem                 | Barmy Balloon Safari   | tereny Wielkiej Brytanii |
| 14. | Drzewo zdjęć rodzinnych                   | Family Photo Tree      | West Midlands            |
| 15. | Zamarznięcie groszka                      | Peas Freeze            | King’s Lynn              |
| 16. | Zwierzątko Sebastiana                     | Sebastian's Pet        | Kilmarnock               |
| 17. | Niesamowity korytarz z kukurydzy          | Amazing Maize Maze     | Hartlepool               |
| 18. | „Fasolkolandia”                           | Beanland               | West Bromwich            |
| 19. | Kosmiczny namiot Małgosi                  | Margaret's Space Tent  | tereny Wielkiej Brytanii |
| 20. | Nie zapomnijcie o mnie                    | Forget-Me-Not          | Hartlepool               |